# Mahasz
Mahasz — угорська музична асоціація, заснована в 1992 році. Назва Mahasz є скороченням від Magyar Hanglemezkiadók Szövetsége (Асоціація Угорських звукозаписних компаній). Асоціація відповідає за організацію вручення музичної премії Hungarian Music Awards, складання національних музичних хіт-парадів і сертифікацію музичних релізів.

## Сертифікація
Альбоми
| Статус      | до червня 1992 | до грудня 1997 | до квітня 2002 | до березня 2005 | до вересня 2006 | до жовтня 2009 | після жовтня 2009 |
| ----------- | -------------- | -------------- | -------------- | --------------- | --------------- | -------------- | ----------------- |
| Золотий     | 100000         | 50000          | 25000          | 15000           | 10000           | 7.500          | 5000              |
| Платиновий  | 200000         | 100000         | 50000          | 30000           | 20000           | 15000          | 10000             |
| Діамантовий | 400000         | 200000         | -              | -               | -               | -              | -                 |

### Сингли
| Статус     | Продажі |
| ---------- | ------- |
| Золотий    | 1.500   |
| Платиновий | 3.000   |

### Музичні DVD
| Статус     | Джаз/Класика | Поп   |
| ---------- | ------------ | ----- |
| Золотий    | 1.000        | 2.000 |
| Платиновий | 2.000        | 4.000 |